# Huibert Boumeester (bankier)
Huibert Boumeester (1960 - Winkfield, 22 juni (?) 2009) was een Nederlandse bankier bij ABN AMRO. 

## Biografie
Boumeester is via zijn moeder onderdeel van de familie Fentener van Vlissingen. Hij studeerde rechten in Leiden en was daar lid van de studentenvereniging LSV Minerva. In 1987 begon hij als stagiair bij de ABN op het regiokantoor in Utrecht. Vervolgens werkte hij het grootste deel van de tijd voor de bank in het buitenland, zoals Hongkong, Singapore en Maleisië. Boumeester hield zich in Azië onder andere bezig met de financiering van energieprojecten. In 2000 gaf hij in Londen leiding aan de obligatiehandel voor opkomende markten, en in 2003 werd Boumeester het hoofd van de afdeling asset management.
Boumeester werd begin 2006 lid van de raad van bestuur van ABN AMRO onder topman Rijkman Groenink. In mei 2007 werd hij de financieel directeur van ABN AMRO, als opvolger van Hugh Scott-Barrett. Boumeester was een van de architecten van de voorgenomen overname van ABN AMRO door Barclays en was tegen een overname door Fortis, Royal Bank of Scotland en Banco Santander. Toen de laatste overname doorging, krijg hij een lagere functie toebedeeld. Hij verhuisde vervolgens naar Londen met een vertrekbonus van 3,8 miljoen euro en kreeg later ontslag.
Hij heeft daarna nog als commissaris gewerkt bij vermogensbeheerder Artemis, maar nam daar in maart 2009 ontslag wegens persoonlijke omstandigheden.
Boumeester hield zich bezig met diverse vormen van liefdadigheid, onder andere via de Mr. H.G. Boumeester Stichting en de African Parks Foundation.
Nadat hij op 22 juni 2009 niet verscheen bij een afspraak met een headhunter, werd hij bij de politie als vermist opgegeven. Hij bleek te zijn vertrokken van zijn huis met twee vuurwapens, waarvoor hij overigens wel een wapenvergunning had omdat hij een fervent jager was.
Op 28 juni 2009 werd zijn levenloze lichaam aangetroffen in een bos nabij Winkfield, ten westen van Londen. Op 4 juli 2009 werd bevestigd dat het stoffelijk overschot was geïdentificeerd als het lichaam van Huibert Boumeester. Het zou gaan om zelfmoord. Volgens de Britse politie leed Boumeester sinds zijn ontslag aan depressiviteit.

## Privé
Boumeester was getrouwd en had twee kinderen. Hij was de broer van Pamela Boumeester. 